# Camponaraya
Camponaraya – gmina w Hiszpanii, w prowincji León, w Kastylii i León, o powierzchni 29,13 km². W 2011 roku gmina liczyła 4220 mieszkańców.